# Саскуеханок
Саскуеханок (на английски: Susquehannock), известни също и като Конестога (на английски: Conestoga), и като Андасте (на английски: Andaste), е северноамериканско индианско ирокезко говорещо племе, което през 17 век живее в басейна на река Саскуехана в южен Ню Йорк, Пенсилвания и Мериленд. Живеейки навътре от крайбрежието, саскуеханок са посещавани рядко от европейците и затова почти нищо не се знае за тях. Предполага се, че почти във всяко отношение си приличат със своите роднини ирокезите като например социална организация, майчини кланове, земеделието и начин на живот. Когато Джон Смит ги среща за първи път през 1608 г. той е впечатлен от височината на мъжете, дълбоките им гласове и разнообразните им оръжия. Доминиращо племе в района на Саскуехана те са основен опонент на ирокезите, които ги описват като особено агресивни и войнствени. В почти непрекъсната война с ирокезите, саскуеханок успява да запази своята независимост за доста дълъг период от време. Непрекъснато намаляващото им население и все по-ожесточените ирокезки атаки ги принуждава да се предадат през 1675 г. Оцелелите са включени в редиците на мохоките и онайда. В годините след това някои от тях успяват да се издигнат до вождове и лидери и през 1706 г. Лигата разрешава на около 300 саскуеханок да се завърнат по родните си места на река Саскуехана. Тук племето става известно като конестога. До 1763 г. от конестога остават само 20 души, които заради въстанието на Понтиак са избити от белите заселници в Ланкастър в Пенсилвания.

## Име
На европейците саскуеханок са известни с много имена. Французите започват да ги наричат „андасте“, съкратена форма на хуронското им име „андастоерронон“. Холандците и шведите използват делаварското им име „минкуа – страшни, коварни“. Английските заселници във Вирджиния и Мериленд ги наричат саскуеханок, което вероятно е алгонкинското им име, означаващо хората от Калната река (Саскуехана). След 1700 г. заселниците в Пенсилвания започват да ги наричат конестога, по името на тяхното последно село – Канастоги. Как е тяхното самоназвание не е известно.

## Подразделения
В началото на 17 век саскуеханок живеят в над 20 големи села в басейна на Саскуехана, от изворите на реката до северния край на Чесапийк Бей. На север територията им граничи с ирокезите, на севелозапад с ери, западната граница на владенията им не се знае с точност докъде достига. Предполага се, че саскуеханок е конфедерация от най-малко пет племена, с общо население между 5000 и 7000 души. Имената обаче на съставните племена и на селата им са изгубени. През юни 1666 г. на преговори с властите в Мериленд присъстват представители на племената – охонгеогуена (охонгиокуена), ункуехиет, каикуариегехага, ускукухага и сконондихага (секонондихага, сконедидехага).
Други имена свързани с тях са: акракуаиронон (атракуаиронон), акуиношиони, аткуаначуки, аттаок, карантоуан, кепоуиг, хунита (иханадо), оскалуи, куадроки, саскуесахануг, сероскуаки, такулгуеронон, техаки, утчоуиг, уайоминг и уйсокс.

## История
Тъй като са в добри приятелски отношения с хуроните, се предполага че много преди идването на европейците саскуеханок идват в долината на Саскуехана от север някъде около 1100 г. Постоянните войни с ирокезите им дават голямо военно предимство пред по-миролюбивите им алгонкински съседи на изток и на юг. Използвайки канута, за да преплуват Чесапийкския залив, те често тероризират делаварите, нантикоките, коной и поухатаните. През 1570 г. ирокезите успяват да ги изтласкат към долната част на Саскуехана.

### Среща с европейците
За пръв път саскуеханок срещат бели мъже през 1608 г., когато Джон Смит проучва северната част на Чесапийк Бей. През 1609 г. Хенри Хъдсън проучва залива Делауър за Холандската източноиндийска компания и от 1614 г. холандците построяват първия търговски пункт в долната част на река Хъдсън, и започват да търгуват с делаварите. През 1615 г. французите изследват южните граници на владенията на хуроните. Те пресичат Ниагара и достигат селата на саскуеханок в горната част на Саскуехана. Французите с радост откриват, че саскуеханок са готови да се съюзят с тях и хуроните срещу ирокезите. Приятелските отношения със саскуеханок са изключително ценни за французите, не само от търговска гледна точка, а и от военна, тъй като така ирокезите са поставени в обсада между мощни врагове. Тези нови съюзи силно притесняват холандците на река Хъдсън и за да се подсигурят те активно подпомагат мохоките във войната им срещу саскуеханок през 1615 г. Заради вътрешното си местоположение саскуеханок изпитват голям недостиг на европейски оръжия и стоки. Мохоките също изпитват затруднения поради същата причина.

### Конкуренция за монопол в търговията
Конкуренцията между племената за монопола върху търговията с европейците става все по-ожесточена. До 1628 г. ирокезите успяват да победят мохиканите, които държат монопола в търговията с холандците. Елиминирайки посредника, ирокезите стават основен партньор на холандците и започват една мащабна завоевателна война. Саскуеханок също искат да търгуват директно с холандците, но преди това трябва да се справят с делаварите. В началото на 1626 г. те атакуват делаварските племена и от 1630 г. ги принуждават да се преместят на изток от река Делауеър. Холандците се съгласяват с положението, още повече че разбират, че саскуеханок имат повече и по-качествени кожи от делаварите. По времето, когато шведите основават своята колония на брега на река Делауеър, делаварите практически са подвластни на саскуеханок. Междувременно Вирджински търговци основават търговски пункт на Кент Айлънд, в горната част на Чесапийк Бей. Така от 1631 г. саскуеханок са в състояние да търгуват с всички европейски сили в региона – постижение без прецедент за всяко друго индианско племе.

### Война с британците
Приятелските търговски отношения между саскуеханок и британците започват да се влошават, след като английски католици започват заселването на Мериленд от 1634 г. Постоянното увеличение на английските селища води до сблъсъци и конфликти между индианците и колонистите. От 1642 г. губернаторът на Мериленд обявява саскуеханок за враг на колонията. Опитите за мир през 1644 г. се провалят и търговията между саскуеханок и англичаните временно е преустановена. През 1645 г. саскуеханок прекратява военните действия срещу колонията и подписва договор за преотстъпване на спорни земи между реките Чоптанк и Патуксент.

### Последни войни с ирокезите
До този момент между саскуеханок и ирокезите цари мир, но през 1650 г. двете племена влизат в открита война. На следващата година мохоките преминават границата и атакуват селата им. За разлика от другите племена на запад изпитващи глад за огнестрелни оръжия, саскуеханок са много добре въоръжени като притежават дори едно оръдие. В резултат на това войната с мохоките е тежка и кръвопролитна. Изхода от нея ще определят европейските сили. През 1649 г. саскуеханок получават втори фронт – война с пуританите в Северен Мериленд. Опитвайки се да спрат войната саскуеханок предлагат на холандците да им отстъпят земите по река Делауеър. Холандците обаче не приемат предложението. Тогава саскуеханок се обръщат към пуританите и за да постигнат мир им отстъпват земите в долното течение на Саскуехана. Така войната с пуританите приключва и саскуеханок могат да се съсредоточат във войната с ирокезите. През 1654 г. обаче холандците превземат Нова Швеция и така лишават саскуеханок от основния им доставчик на оръжия и боеприпаси. Изправени пред безисходица, саскуеханок са принудени да искат мир. Мохоките, изтощени от войната приемат и военните действия между двете племена приключват. Този мир обаче не включва останалите племена от Ирокезката лига и когато западните племена сенека, онондага и каюга се справят с ери през 1656 г. насочват силите си срещу саскуеханок. Саскуеханок от своя страна се опитват да противопоставят на ирокезите широка коалиция като привличат на своя страна някои шоуни, делаварите, нантикок, коной, сапони и тутело. Съюзът с тези племена позволява на саскуеханок да се държат известно време. През 1661 г. обаче в селата им пламва епидемия, която сериозно отслабва редиците им. През това време ирокезите успяват да се справят с шоуните и делаварите и единственото спасение за саскуеханок остава съюзът с англичаните. На 16 май 1661 г. саскуеханок подписва мирен договор с колонията Мериленд и снабдени сега с английски оръжия успяват да отбиват ирокезките атаки успешно до 1663 г. През 1664 г. холандските владения преминават под контрола на англичаните. Лишени от основния си търговски партньор, ирокезите са принудени да търсят нови съюзници. През 1667 г. подписват мирен договор с французите и след като се уверяват, че французите няма да се намесват се справят първо с враговете си на север и на изток, след което се насочват на юг. В резултат на непрекъснатите войни и болестите, сега саскуеханок могат да противопоставят на ирокезите само 300 войни и виждайки че няма да се справят молят за мир. Ирокезите не приемат предложението и до 1675 г. саскуеханок са принудени да отстъпят на юг към река Потомак и да молят англичаните за закрила.

### Изчезване на саскуеханок
Английската защита се оказва доста съмнителна. Под непрекъснат натиск от страна на ирокезите, колонистите от Вирджиния, водени от пра – прадядото на Джордж Вашингтон обсаждат селото на саскуеханок решени да ги прогонят. Саскуеханок успяват да убедят колонистите, че желаят мир и в знак на приятелство изпращат като заложници някои от изтъкнатите си вождове. По пътя на връщане обаче англичаните научават за нападения от индианци в района и убиват заложниците. Изплашени, саскуеханок изоставят селото и се отправят на север. Близо до Колумбия бегълците са нападнати от доброволци от Мериленд и повечето са убити. Някои успяват да отидат на безопасно място при мехерин в Северна Каролина, но останалите нямат избор освен да се предадат на ирокезите. Лигата ги приема добре и съгласно условията на мира са разпределени сред мохоките и онайда. През годините след това някои саскуеханок успяват да се издигнат до вождове и лидери. През 1706 г. на 300 саскуеханок е разрешено да се завърнат в долината на Саскуехана в Пенсилвания. Тук те стават известни като конестога и попадайки под влиянието на мисионери квакери, с течение на времето всички стават християни. Някои обаче напущат и се връщат при онайда или се присъединяват към минго в Охайо. До 1763 г. в Конестога остават да живеят само 20 души. Заради въстанието на Понтиак същата година, белите заселници арестуват 14 от тях и ги отвеждат в затвор в Ланкастър. Междувременно обаче група заселници нападат селото и убиват останалите шестима там. След това същата група напада затвора, отвежда 14 те саскуеханок и ги пребива до смърт. Така племето престава да съществува.